# Середня Джуба
Середня Джуба (сом. Jubbada Dhexe, араб. جوبا الأوسط) — провінція на півдні Сомалі, частина історичного регіону Джубаленд. Столиця — місто Буале. Провінція була створена в 1980-ті роки. На півночі вона межує з провінцією Гедо, на заході з провінцією Нижня Джуба, на сході — з сомалійськими регіонами Баколь, Бай, а на півдні — з Індійським Океаном.

## Політична ситуація
Під час громадянської війни в Сомалі провінція була під контролем організації JVA (Альянс долини Джуба), але в 2006 владу захопив Союз ісламських судів.
У 2006 році відбулася велика повінь річки Джуба.
У 2010—2011 роки провінція перебувала під контролем Харакат аш-Шабаб. З осені 2011 операція Лінда Нчі стала витісняти Харакат аш-Шабаб з території провінції, однак за станом на 2014 рік Харакат аш-Шабаб контролює значну територію, включаючи великі міста.
На 2014 рік Середня Джуба формально входить до складу автономного утворення Джубаленд, яка підписала угоду з Федеральним урядом Сомалі, і є ареною зіткнень сил ФПС з Харакат аш Шабабом.

## Райони
Середня Джуба ділиться на три райони:
- Буале (район) [en]
- Джиліб (район)[en]
- Сакоу (район) [en]

## Великі міста
- Буале
- Джиліб